# SingStar Summer Party
SingStar Summer Party es un juego de karaoke del sistema PlayStation 2 publicado por Sony Computer Entertainment Europe y desarrollado por SCEE y London Studio. Esta es la 13.ª entrega en la saga SingStar.
SingStar Summer Party como el juego original, es distribuido tanto solo el juego (DVD), como el juego y un par de micrófonos acompañado - uno rojo y otro azul-. SingStar es compatible con la cámara EyeToy que sirve para visualizar a los jugadores en la pantalla mientras cantan.

## El Juego
SingStar Summer Party es un juego de karaoke popular en el que los jugadores cantan canciones para conseguir puntos. Los jugadores interactúan con el sistema PS2 por los micrófonos USB, mientras una canción es mostrada, junto a su video musical, en pantalla. Las letras de la canción son visualizadas durante toda la partida en la parte inferior de la pantalla. SingStar Summer Party reta a los jugadores a cantar como en las canciones originales, pero con su propia voz. Se trata de cantar lo más parecido o igualmente, intentando afinar igual, para poder ganar puntos. Normalmente, son 2 los jugadores los que compiten a la vez, aunque el juego incluye otro tipo de modos para más jugadores
Esta 13.ª entrega de SingStar reúne temas que fueron un éxito en veranos pasados y también en los más recientes. Las canciones son de todo tipo de géneros y pertenecientes a cualquier década. De nuevo, y como SingStar Pop Hits 40 Principales, la localización de los temas ha corrido a cargo de la emisora de radio 40 Principales.
SingStar Summer Party, como todo el resto de juegos de SingStar, excepto la primera entrega, mide el tono de un jugador y no lo compara con la voz original, esto quiere decir, que se puede cantar en cualquier octava más alta o más baja y aun así se pueden conseguir puntos. Esto está preparado para aquellos jugadores que no son capaces de cantar en un registro tan alto o tan bajo como la grabación original. Además, SingStar Summer Party incluye nuevos filtros de voz que pueden ser usados en el modo Playback para distorsionar o realzar la voz grabada durante la canción.
En SingStar se puede jugar a 3 niveles distintos de dificultad -fácil, medio y difícil-. Cuanto más alto es el nivel del juego, menos podremos desafinar del tono original.
Esta versión de SingStar permite cambiar el disco de SingStar que hay dentro de la consola al principio (Al que nos referiremos como Disco Maestro), para cambiar las canciones sin la necesidad de reiniciar tu consola. Cuando hemos cambiado el disco, la interfaz de juego, la funcionalidad y la apariencia siguen permaneciendo del Disco Maestro. Esto es bastante útil con la primera versión de SingStar, que tiene varios fallos además de carecer de la capacidad de cantar en una octava menor o mayor del registro original; esto significa que hay que cantar idéntico al cantante original, con lo que es mucho más difícil. 

### Modos de Juego
- Cantar Solo - Modo para que un solo jugador cante.
- Dueto - Dueto para 2 jugadores, en el que al final de la canción, sumarán sus puntuaciones.
- Batalla - Modo para 2 jugadores en el que competirán por la mejor canción. A veces también con algunas canciones en dueto, solo que sin sumar sus puntuaciones.
- Pasa el Micro - Modo multijugador especial para fiestas.

## SingStar Summer PartyLista de canciones

### Lista Española
| Artista               | Canción                    | Observaciones | Canción Sustituida                            |
| --------------------- | -------------------------- | ------------- | --------------------------------------------- |
| SingStar Summer Party |                            |               |                                               |
| Álex Ubago            | Viajar Contigo             |               | Adele - "Chasing Pavements"                   |
| Amy Winehouse         | Tears Dry on Their Own     |               |                                               |
| Andy y Lucas          | Son de Amores              |               | Blondie - "The Tide is High"                  |
| Antonio Orozco        | Dime Porqué                |               | Booty Luv - "Shine"                           |
| Blur                  | Girls & Boys               |               |                                               |
| Celtas Cortos         | Cuéntame un cuento         |               | Chesney Hawkes - "The One and Only"           |
| Chenoa                | Todo Irá Bien              |               | Diana Ross - "I'm Coming Out"                 |
| Coti                  | Canción de Adiós           |               | Dirty Pretty Things - "Bang Bang You're Dead" |
| David Bowie           | Let's Dance                |               |                                               |
| David de María        | Precisamente Ahora         |               | Elton John - "I'm Still Standing"             |
| Dodgy                 | Good Enough                |               |                                               |
| El Canto del Loco     | Zapatillas                 |               | Five Star - "System Addict"                   |
| El sueño de Morfeo    | Demasiado Tarde            |               | Girls Aloud - "Call The Shots"                |
| Fito y Fitipaldis     | Me Equivocaría Otra Vez    |               | KT Tunstall - "Suddenly I See"                |
| Hombres G             | Chico, Tienes Que Cuidarte |               | Madness - "House Of Fun"                      |
| Iguana Tango          | Extraño                    |               | Mel & Kim - "Respectable"                     |
| Jaula de Grillos      | Adiós                      |               | Mika - "Big Girl (You Are Beautiful)"         |
| Juanes                | Me Enamora                 |               | Peter André - "Mysterious Girl"               |
| Kaiser Chiefs         | I Predict a Riot           |               |                                               |
| Klaxons               | It's Not Over Yet          |               |                                               |
| Lou Bega              | Mambo No. 5                | [RAP]         |                                               |
| Melendi               | Con Sólo Una Sonrisa       |               | Pulp - "Disco 2000"                           |
| Nena Daconte          | Marta                      |               | Razorlight - "In The Morning"                 |
| La Oreja de Van Gogh  | En Mi Lado del Sofá        |               | Sugababes - "Red Dress"                       |
| Pastora Soler         | Corazón Congelado          |               | Toto - "Hold The Line"                        |
| Plain White T's       | Hey There Delilah          |               |                                               |
| Rihanna               | Umbrella                   | [RAP]         |                                               |
| Seguridad Social      | Me Siento Bien             |               | Wham! - "Club Tropicana"                      |
| Tam Tam Go!           | Atrapados En La Red        |               | Yazz - "The Only Way Is Up"                   |
| Texas                 | Summer Son                 |               |                                               |

[RAP]: La canción incluye Rapímetro total o parcialmente en la canción.

### Lista Alemana
| Lista Alemana         | Lista Alemana                   | Lista Alemana                                 |
| Artista               | Canción                         | Canción Sustituida...                         |
| --------------------- | ------------------------------- | --------------------------------------------- |
| SingStar Summer Party |                                 |                                               |
| 2raumwohnung          | Besser Geht's Nicht             | Adele - "Chasing Pavements"                   |
| Chumbawamba           | Tubthumping                     | Blondie - "The Tide is High"                  |
| Culcha Candela        | Hamma                           | Blur - "Girls & Boys"                         |
| Donna Summer          | She Works Hard For The Money    | Booty Luv - "Shine"                           |
| Faith No More         | Easy                            | Dirty Pretty Things - "Bang Bang You're Dead" |
| Ich + Ich             | Vom Selben Stern                | Five Star - "System Addict"                   |
| Jack Radics           | No Matter                       | Girls Aloud - "Call The Shots"                |
| Joe Cocker            | Summer In The City              | Klaxons - "It's Not Over Yet"                 |
| Ohrbooten             | Man Lebt Nur Einmal             | Lou Bega - "Mambo No. 5"                      |
| Roger Cicero          | Die Liste                       | Madness - "House of Fun"                      |
| Rooney                | When Did Your Heart Go Missing? | Mel & Kim - "Respectable"                     |
| The Flames            | Everytime                       | Razorlight - "In The Morning"                 |
| Tokio Hotel           | An Deiner Seite (Ich Bin Da)    | Sugababes - "Red Dress"                       |
| Tom Jones & Mousse T. | Sexbomb                         | Yazz - "The Only Way Is Up"                   |

- Chumbawamba - Tubthumping, fue primero incluida en la versión americana de SingStar '90s

### Lista Australiana / Neozelandesa
En Australia, además de la lista de canciones, también se cambió el nombre del juego a SingStar Party Hits.
| Lista Australiana / Neozelandesa | Lista Australiana / Neozelandesa | Lista Australiana / Neozelandesa              |
| Artista                          | Canción                          | Canción Sustituida...                         |
| -------------------------------- | -------------------------------- | --------------------------------------------- |
| SingStar Party Hits              |                                  |                                               |
| Ash                              | Girl From Mars                   | Adele - "Chasing Pavements"                   |
| Evermore                         | Light Surrounding You            | Botty Luv - "Shine"                           |
| Operator Please                  | Get What You Want                | Chesney Hawkes - "The One & Only"             |
| República                        | Ready To Go                      | Dirty Pretty Things - "Bang Bang You're Dead" |
| Ricki Lee                        | Can't Touch It                   | Dodgy - "Good Enough"                         |
| Shannon Doll                     | Loud                             | Five Star - "System Addict"                   |
| The Veronicas                    | Hook Me Up                       | Kaiser Chiefs - "I Predict A Riot"            |
| Thirsty Merc                     | 20 Good Reasons                  | Razorlight - "In The Morning"                 |

### Lista Holandesa
| Lista Holandesa        | Lista Holandesa            | Lista Holandesa                               |
| Artista                | Canción                    | Canción Sustituida...                         |
| ---------------------- | -------------------------- | --------------------------------------------- |
| SingStar Summer Party  |                            |                                               |
| 2 Unlimited            | "No Limit"                 | Booty Luv - "Shine"                           |
| Di-rect                | "Cool With You"            | Blur - "Girls and Boys"                       |
| Dolly Dots             | "Radio"                    | Dirty Pretty Things - "Bang Bang You're Dead" |
| Frans Bauer            | "Heb Je Even Voor Mij?"    | David Bowie - "Let's Dance"                   |
| George Baker Selection | "Little Green Bag"         | Dodgy - "Good Enough"                         |
| Gerard Joling          | "Maak Me Gek"              | Five Star - "System Addict"                   |
| Golden Earring         | "When The Lady Smiles"     | KT Tunstall - "Suddenly I See"                |
| Gordon                 | "Ik Bel Je Zomaar Even Op" | Klaxons - "It's Not Over Yet"                 |
| Guus Meeuwis & Vagant  | "Het is Een Nacht (Live)"  | Madness - "House Of Fun"                      |
| Jannes                 | "Ga Maar Weg"              | Pulp - "Disco 2000"                           |
| Wolter Kroes           | "Hele Nacht Liggen Dromen" | Plain White T's - "Hey There Delilah"         |

### Lista Polaca
| Lista Polaca                                        | Lista Polaca                 | Lista Polaca                                  |
| Artista                                             | Canción                      | Canción Sustituida...                         |
| --------------------------------------------------- | ---------------------------- | --------------------------------------------- |
| SingStar Summer Party / SingStar Wakacyjna Impreza! |                              |                                               |
| Boys                                                | "Szalona"                    | Adele - "Chasing Pavements"                   |
| Brathanki                                           | "Czerwone korale"            | Booty Luv - "Shine"                           |
| Edyta Górniak                                       | "Jestem kobietą"             | Chesney Hawkes - "The One and Only"           |
| Formacja Nieżywych Schabuff                         | "Lato"                       | Dirty Pretty Things - "Bang Bang You're Dead" |
| Just 5                                              | "Kolorowe Sny"               | Dodgy - "Good Enough"                         |
| K.A.S.A                                             | "Maczo"                      | Five Star - "System Addict"                   |
| K.A.S.A                                             | "To własnie lato"            | Girls Aloud - "Call The Shots"                |
| Kasia Cerekwicka                                    | "S.O.S"                      | KT Tunstall - "Suddenly I See"                |
| Kasia Kowalska                                      | "Coś optymistycznego"        | Madness - "House Of Fun"                      |
| Kombi                                               | "Pokolenie"                  | Mel & Kim - "Respectable"                     |
| Kombi                                               | "Sen się spełni"             | Mika - "Big Girls (You Are Beautiful)"        |
| Krzysztof Krawczyk                                  | "Bo jesteś Ty"               | Kaiser Chiefs - "I Predict a Riot"            |
| Łzy                                                 | "Agnieszka"                  | Klaxons - "It's Not Over Yet"                 |
| Łzy                                                 | "Narcyz się nazywam"         | Plain White T's - "Hey There Delilah"         |
| Myslovitz                                           | "Długość dźwięku samotności" | Pulp - "Disco 2000"                           |
| Norbi                                               | "Kobiety są gorące"          | Razorlight - "In The Morning"                 |
| Norbi ft. Krzysztof Krawczyk                        | "Piękny dzien"               | Texas - "Summer Son"                          |
| Reni Jusis                                          | "Zakręcona"                  | Toto - "Hold The Line"                        |
| Varius Manx                                         | "Orła Cień"                  | Yazz - "The Only Way Is Up"                   |

### Lista Portuguesa
| Lista Portuguesa                | Lista Portuguesa                   | Lista Portuguesa                              |
| Artista                         | Canción                            | Canción Sustituida...                         |
| ------------------------------- | ---------------------------------- | --------------------------------------------- |
| SingStar Summer Party           |                                    |                                               |
| Anjos                           | "Eu Estou Aqui"                    | Adele - "Chasing Pavements"                   |
| Clã                             | "Tira A Teima"                     | Blondie - "The Tight Is Hide"                 |
| Da Weasel                       | "Dúia"                             | Booty Luve - "Shine"                          |
| David Fonseca                   | "Superstars II"                    | Chesney Hawkes - "The One and Only"           |
| The Gift                        | "OK! Do You Want Something Simple" | Diana Ross - "I'm Coming Out"                 |
| The Gift                        | "Question Of Love"                 | Dirty Pretty Things - "Bang Bang You're Dead" |
| Gomo                            | "Feeling Alive"                    | Elton John - "I'm Still Standing"             |
| Humanos                         | "Maria Albertina"                  | Five Star - "System Addict"                   |
| Mafalda Veiga & João Pedro Pais | "Tatuagens"                        | Girls Aloud - "Call The Shots"                |
| Mundo Secreto                   | "Põe Aquele Som"                   | Peter André - "Mysterious Girl"               |
| Pedro Abrunhosa e Bandemónio    | "Não Posso"                        | Kaiser Chiefs - "I Predict A Riot"            |
| Ricardo Azevedo                 | "Pequeno T2"                       | Klaxons - "It's Not Over Yet"                 |
| T.T.                            | "Dança Este Som"                   | Razorlight - "In The Morning"                 |
| Tiago Bettencourt & Mantha      | "Canção Simples"                   | Toto - "Hold The Line"                        |
| Xutos & Pontapés                | "Circo De Feras"                   | Wham! - "Club Tropicana"                      |